# 好球帶

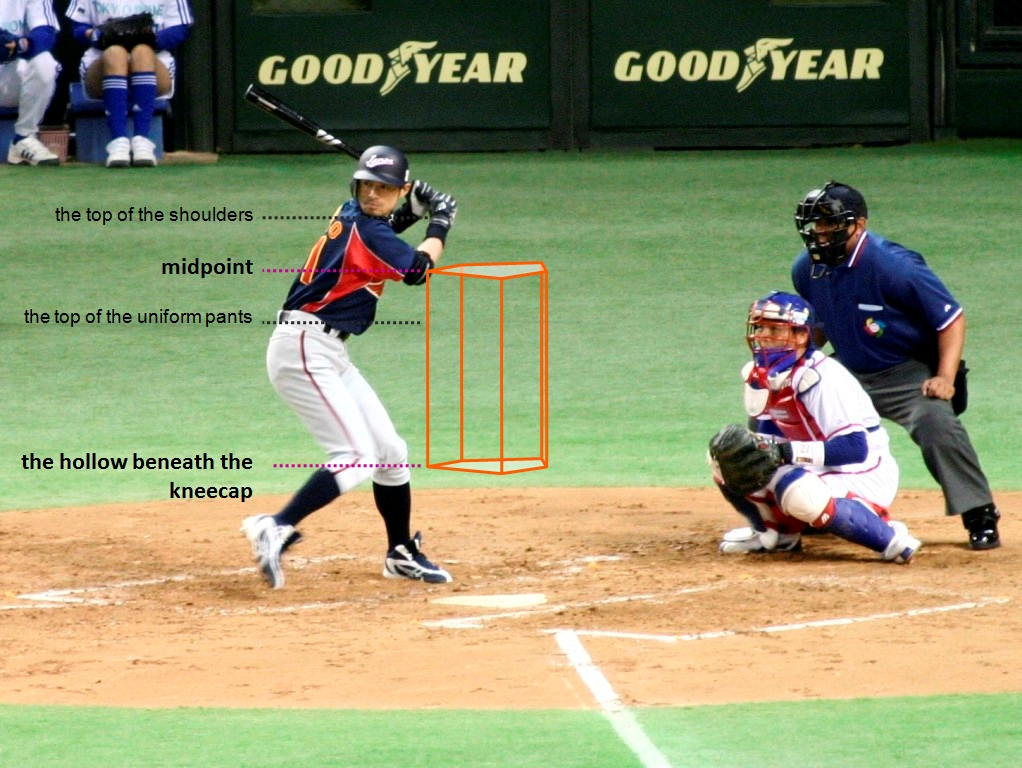
好球帶的判定方式。

好球帶（英語：Strike zone），棒球術語，在打者（擊球員）沒有揮棒之下，若投手投球位置在好球帶內，則計為好球，反之計為壞球。判定好球帶的方式為以擊球員之肩部上緣與球褲上緣之中間平行線作為上限，以膝蓋下緣作為下限，通過本壘板之空間者稱之。投手若在一個打席投出合共3個好球（包含出界球及揮捧過半），則會三振掉打者，若投滿4個壞球，則會保送打者。因此，好球帶的判定至為重要，在沒有科技的協助下，完全依靠主審的判斷，因此不時引起好球帶不一致的爭議。此外，不同聯賽的好球帶標準亦可能不同，好球帶越大會更容易投出好球，因此對投手越有利。
在等待投球的擊球員，有時為了縮小好球帶雖然採取身體蹲下來異於平時不自然的擊球姿勢，主審應依其經常採取的正常擊球姿勢來決定他的好球帶。另外，捕手把手套以較高的位置接球，會增加主審判好球的機會，這種接球技巧稱為「偷好球」（framing）。
為降低好壞球判決的爭議，電子好球帶系統（Automated Ball-strikes，ABS）開始在美國職棒小聯盟部份賽事以及韓國職棒例行賽使用，但因技術問題，以及球員的習慣等需因素，大聯盟及其他職棒聯盟或國際賽事尚未導入。

## 外部連結
- 好球帶在台灣棒球維基館上的頁面（繁體中文）
- 2001 Changes in Strike Zone （页面存档备份，存于） St. Petersburg Times article.
- Strike Zone （页面存档备份，存于） MLB website.
- John Walsh, "Strike Zone: Fact vs. Fiction" （页面存档备份，存于）, The Hardball Times, July 11, 2007
- The Strike Zone: A Chronological Examination of the Official Rules （页面存档备份，存于） baseball-almanac